# 301e division d'infanterie (Empire allemand)

Le 301e division d'infanterie est une grande unité de l'armée prussienne pendant la Première Guerre mondiale.

## Histoire
Après avoir été formée en septembre 1916, la division est d'abord utilisée sur le théâtre de guerre roumain avant d'être transférée sur le front occidental.

### 1916
- 24 septembre au 9 novembre – Batailles frontalières dans les montagnes volcaniques
- du 10 au 14 novembre - Bataille de Szurduk, bataille de percée de Szurduk et du col des Volcans
- du 16 au 17 novembre - Bataille de Targu-Jiu
- du 18 au 23 novembre - Poursuite à travers la Valachie-Occidentale
- du 24 au 27 novembre – Combats sur l'Alt inférieur
- du 1er au 5 décembre - Bataille de l'Argesch
- du 9 au 20 décembre - Batailles de poursuite à Jalomita-Prahova et Buzaul
- du 21 au 27 décembre - Bataille de Rimnicul-Sarat (de)
- à partir du 28 décembre - Combats de harcèlement après la bataille de Rimnicul-Sarat

### 1917
- jusqu'au 3 janvier - Combats de harcèlement après la bataille de Rimnicul-Sarat
- du 4 au 8 janvier - Bataille de la Putna
- du 9 au 22 janvier - Guerre de tranchées sur le Putna et le Sereth
- du 22 au 29 janvier - Transport vers l'ouest
- à partir du 29 Janvier - Tranchées en Haute-Alsace

### 1918
- jusqu'au 16 janvier - Tranchées en Haute-Alsace
- 16 janvier au 11 novembre - Batailles de tranchées en Lorraine et dans les Vosges
- à partir du 12 novembre - évacuation du territoire occupé et retour au pays

## Organisation de la guerre le 11 juin 1918
- 55e brigade d'infanterie de Landwehr
  - 10e régiment d'infanterie de Landwehr
  - 56e régiment d'infanterie de Landwehr
  - 48e régiment d'infanterie de Landsturm
  - 2e escadron du 9e régiment de hussards de réserve
- 89e commandement d'artillerie
  - 217e régiment d'artillerie de campagne
- 416e bataillon du génie
- 301e commandant divisionnaire du renseignement

## Commandants
| Grade           | Nom                     | Date                             |
| --------------- | ----------------------- | -------------------------------- |
| Generalleutnant | Johannes von Busse (de) | 22 septembre 1916 à janvier 1917 |
| Generalleutnant | Edwin von Tresckow (de) | 20 avril au 15 août 1917         |
| Generalmajor    | Lothar von Wurmb (de)   | 16 août 1917 au 14 janvier 1919  |